# Russkaja Germanija
Russkaja Germanija (russisch Русская Германия, deutsch: „Russisches Deutschland“) ist eine unabhängige überregionale russischsprachige Wochenzeitung
für Deutschland und Europa.
Sie erscheint jeden Mittwoch und ist an Zeitungskiosken und in speziell auf russischsprachige Kundschaft ausgerichteten Läden sowie im Abonnement in Deutschland und anderen EU-Ländern erhältlich.

## Geschichte
Die erste Ausgabe erschien am 17. Juni 1996. Damals hieß die Zeitung noch Russkij Berlin (russisch Русский Берлин) und wurde nur in Berlin vertrieben. Berichtet wurde über Themen aus den Bereichen der Politik, der Wirtschaft, des Sports und der Gesellschaft, zudem wurden auch literarische Werke veröffentlicht.
Die Zeitung verstand sich gemeinhin als ein Ratgeber und Wegweiser für Zugewanderte aus der ehemaligen Sowjetunion.
Seit 1997 ist RB nicht mehr nur eine regionale Zeitung, sondern erscheint im gesamten Bundesgebiet unter dem Namen Russkaja Germanija. Russki Berlin existiert weiterhin als Regionalausgabe für Berlin. Im Jahr 2000 kam eine Regionalausgabe für Nordrhein-Westfalen, die Rheinskaja Gazeta, hinzu. 2002 erschienen zum ersten Mal die Russkaja Germanija – Frankija für das Gebiet Frankens, die später auf ganz Bayern ausgeweitet und Russkaja Germanija – Bawarija betitelt wurde sowie die Russkaja Germanija – Gamburg für die Stadt Hamburg.
Außerdem steht seit 1999 eine kostenlose Online-Version der Zeitung zur öffentlichen Verfügung.
Es wurden auch gemeinsame Projekte mit den russischen Zeitungen Argumenty i Fakty und Kommersant (Kommersant weekly) in Angriff genommen.